# Objektive Sinnesphysiologie von Verhaltensreaktionen
Objektive Sinnesphysiologie von Verhaltensreaktionen bezeichnet Verfahren zur Feststellung von objektiven Verhaltensleistungen.
Mit Hilfe von Konditionierungsverfahren wurden in der objektiven Sinnesphysiologie (Verhaltensbiologie | Verhaltensphysiologie) die Abhängigkeit der absoluten Sehschwelle von der Wellenlänge des Reizlichtes und damit die Absorptionskurven der von verschiedenen Säugetieren, Vögeln, Fröschen, Fischen und Tintenfischen benutzten Sehfarbstoffe (Pigmente) untersucht.
Viele der subjektiv sinnesphysiologischen Gesetzmäßigkeiten lassen sich so im Tierexperiment über Reiz-Verhaltens-Reaktionen nachweisen. Andererseits kann man sich auch beim Menschen im Rahmen der experimentellen Psychologie über das verbale Reiz-Antwort-Verhalten und über Wiedererkennungstests dem objektiven sinnesphysiologischen Verfahren annähern.
Mit Hilfe der bedingten Aktion (operante Konditionierung) kann man über das Verhaltensresultat die Sehschwelle und die Dunkeladaption im Tierversuch quantitativ bestimmen. Die bedingte Aktion ist ein Lernvorgang, bei dem durch Bekräftigung bestimmter Verhaltenskomponenten ihre Verknüpfung mit dem zugehörigen Antrieb und begleitenden Situationsreizen erfolgt.

## Beispiel
Man belohnt in einer automatischen Skinner-Box gezieltes Picken einer Taube auf Taste A immer dann, wenn sie einen Lichtreiz sieht, und gezieltes Picken auf Taste B, wenn kein Lichtreiz wahrgenommen wird. Mit Hilfe eines solchen Diskriminationslernens über die Bekräftigung mit Futterkörnern kann die Unterscheidungsfähigkeit zwischen gerade wahrgenommenem Licht und nicht mehr schwellenwirksamen Lichtreiz geprüft werden:
Bei anfänglich gebotenem Lichtreiz wird die Taube mehrfach Taste A picken, wodurch die Reizlichtstärke automatisch verringert wird. Wenn die Helligkeit die Reizschwelle unterschritten hat, pickt die Taube solange die Taste B, bis die Reizlichtstärke wieder überschwellig wird. Durch die Betätigung der beiden Tasten wird die Taube die Lichtstärke einstellen, die um die absolute Sehschwelle schwankt.
Mit dieser Versuchsanordnung lassen sich nun auch zeitliche Änderungen der Sehschwelle objektivieren, z. B. der Zeitverlauf der Dunkeladaption. Nach dem Übergang von heller zu geringer Raumbeleuchtung stellt die Taube zunächst eine hohe und dann eine immer geringere Schwellenreizstärke ein. Dabei nimmt die über das Verhalten der Taube registrierbare Empfindlichkeit des Sehorgans etwa um den Faktor 100 zu. Die so bestimmte objektive Dunkeladaptationskurve des Tieres ähnelt der subjektiven durch Befragung gewonnenen Dunkeladaptationskurve des Menschen in Zeitverlauf und Amplitude.
Zur Erforschung höherer Wahrnehmungsleistungen ist der konzertierte Einsatz objektiver und subjektiver Verfahren unumgänglich. 